# Бронз
Бронзът е сплав от мед и калай. Отличава се с ковкост, разтегливост и лесни възможности за обработка, което го прави един от предпочитаните метални сплави за направата на скулптури, медали, монети, различни оръдия на труда и съоръжения в строителството и бита. Познат е от древността, като продължава да се използва. Бронзът е открит 4000-2000 г. пр. Хр. през т.нар. бронзова епоха. Отличителен е със своята твърдост и ниска точка на топене, заради което и спомогнал за изработката на оръжия и сечива, които окончателно изместили медните от халколита и каменните от праисторическо време.
Бронзът е изместен от желязото, което е по-здраво и устойчиво както за изработката на предмети за бита и производството, така и за оръжия. Бронзовата епоха отстъпила пред желязната в историята.
Видове бронз
- червен (90-99% мед)
- жълт (85% мед)
- бял (50% мед)
- сив (до 35% мед)
- фосфорен - 0,5-0,6% фосфорни съединения 90-91% мед, при над 0,5% фосфор, цветът му става златист.
също има алуминиев, манганов и силициев бронз